# 彭寧頓縣 (南達科他州)
彭寧頓縣（英語：Pennington County）是美国南达科他州西部的一個縣，西鄰怀俄明州，面積7,211平方公里。根據2020年美國人口普查，共有人口10萬9,222人。縣治拉皮德城。該縣成立於1910年11月23日，縣名紀念達科他領地總督約翰·L·彭寧頓（John L. Pennington）。